# Prémios Nobel CERN
O sonho dos pais fundadores do CERN — Pierre Auger,  Raoul Dautry, François de Rose e Lew Kowarski na França, Edoardo Amaldi na Itália e Niels Bohr na Dinamarca — de voltar a dar à Europa depois da Segunda Guerra Mundial o lugar que merecia em relação à Ciência, já se tinha amplamente realizado com as inúmeras descobertas e os avanços técnicos e tecnológicos efectuados no CERN. Essas descobertas foram devidamente reconhecida pelos seus pares quando os propuseram para serem recompensados pelo Prémio Nobel, o que aconteceu pela primeira vez em  1984.
Assim, foi em 1984 que Carlo Rubbia e Simon van der Meer receberam o Prémio Nobel da física pelas "suas decisivas contribuições ao grande projecto que levou à descoberta dos bósons W e Z portadores da força nuclear fraca". Este magistral projecto é uma ideia de van der Meer em criar feixes de partículas nucleares intensas pelo processo chamado do refroidissement stochastique, que realizou nos Anéis de Armazenagem a Intersecções (ISR), acelerador do CERN, e que permite manter, por longos períodos de tempo, feixes de partículas.
Os resultados experimentais que se seguiram vieram confirmar a unificação das forças electromagnéticas e fracas, a teoria electrofraca do modelo padrão.
Menos de dez anos depois, Georges Charpak, um físico do CERN desde 1959, recebeu em 1992, o Prémio Nobel da física pela "invenção e elaboração de detectores de partículas, em particular a câmara proporcional multifios, um avanço importante na técnica da exploração das partículas mais pequenas da matéria".
A câmara proporcional multifios que inventou em 1968 marca o princípio da era dos detectores de partículas inteiramente electrónicos. Hoje os seus detectores são utilizados na investigação biológica, e poderão eventualmente substituir os registos fotográficos das aplicações em radiobiologia.
O laboratório também atira os laureados dos Prémio Nobel. O primeiro Director Geral do CERN, Félix Bloch, tinha recebido com Edward Mills Purcell, um Prémio Nobel de 1952 "pela elaboração de novos métodos de medidas de precisão do magnetismo nuclear e descobertas relacionadas". Em 1976, foi a vez de Sam Ting, o porta-voz da experiência L3 do LEP, e a Burt Richter, "pelos seus trabalhos na descoberta de uma partícula elementar pesada de um novo tipo". Descoberta em 1974 esta partícula baptizada J/psi, é na realidade composto do 'quark-antiquark charme' Em 1988, Jack Steinberger, físico do CERN desde 1960 e então chefe da experiência ALEPH du LEP, compartilhou o prémio com Leon Lederman et Mel Schwartz "pelo método des feixes de neutrinos e a demonstração da estrutura dupla dos léptões pela descoberta do neutrino muónico". Esta descoberta, feita em 1962 no Laboratório Nacional de Brookhaven, confirmava um postulado de base da teoria dos léptões.

## Lista

### Físicos
Físicos que receberam o prémio Nobel com experiências feitas no CERN:
- 1984 - Carlo Rubbia et Simon van der Meer pela "contribuição decisiva no grande projecto que conduziu à descoberta das partículas do campo W e Z, portadoras da interacção fraca»[6].
- 1959 - Georges Charpak pela "invenção e elaboração de detectores de partículas, em particular a câmara proporcional multifios, um avanço importante na técnica da exploração das partículas mais pequenas da matéria."  Esta invenção inicia a época da detecção inteiramente electrónica das partículas. Esta técnica é hoje muito empregue na pesquisa biológica.

Físicos que recebem o prémio Nobel e trabalharam no CERN:
- 1952 - Felix Bloch, o primeiro Diretor Geral do CERN, por "elaboração de novos métodos de medidas de precisão do magnetismo nuclear"
- 1976 - Sam Ting pela "descoberta  de uma partícula elementar pesada de um novo tipo"
- 1988 - Jack Steinberger pelo "método dos feixes de neutrinos e a demonstração da estrutura dos léptões", descoberta feita em 1962 no laboratório americano de Brookhaven
- 2013 - Peter Higgs

### Diretor-Geral
| Imagem | Nome                        | Período                           | Cargo                                                 | Origem                 | Dados                                  |
| ------ | --------------------------- | --------------------------------- | ----------------------------------------------------- | ---------------------- | -------------------------------------- |
|        | Edoardo Amaldi              | setembro de 1952–setembro de 1954 | Diretor geral do CERN provisório                      | Itália                 | 1908–1989                              |
|        | Felix Bloch                 | outubro de 1954–agosto de 1955    | Diretor geral do CERN                                 | Suíça/Estados Unidos   | 1905–1983                              |
|        | Cornelis Jan Bakker         | setembro de 1955–abril de 1960    |                                                       | Países Baixos          | 1904–1960 morreu em uma queda de avião |
|        | John Bertram Adams          | maio de 1960–julho de 1961        | Reino Unido                                           | 1920–1984              |                                        |
|        | Victor Frederick Weisskopf  | agosto de 1961–dezembro de 1965   | Generaldirektor                                       | Áustria/Estados Unidos | 1908–2002                              |
|        | Bernard Paul Gregory        | janeiro de 1966–dezembro de 1970  |                                                       | França                 | 1919–1977                              |
|        | Willibald Karl Jentschke    | janeiro de 1971–dezembro de 1975  | Diretor geral do Laboratório CERN I em Meyrin (Suíça) | Österreich             | 1911–2002                              |
|        | John Bertram Adams          | janeiro de 1971–dezembro de 1975  | Diretor geral do Laboratório II do CERN               | Reino Unido            | 1920–1984                              |
|        | John Bertram Adams          | janeiro de 1976–dezembro de 1980  | Diretor geral                                         | Reino Unido            | 1920–1984                              |
|        | Léon Van Hove               | janeiro de 1976–dezembro de 1980  | Diretor da Seção teórica do CERN                      | Bélgica                | 1924–1990                              |
|        | Herwig Schopper             | janeiro de 1981–dezembro de 1988  | Diretor geral                                         | Alemanha               | * 1924                                 |
|        | Carlo Rubbia                | janeiro de 1989–dezembro de 1993  | Diretor geral                                         | Itália                 | * 1934                                 |
|        | Christopher Llewellyn Smith | janeiro de 1994–dezembro de 1998  | Diretor geral                                         | Reino Unido            | * 1942                                 |
|        | Luciano Maiani              | janeiro de 1999–dezembro de 2003  | Diretor geral                                         | Itália                 | * 1941                                 |
|        | Robert Aymar                | janeiro de 2004–dezembro de 2008  | Diretor geral                                         | França                 | * 1936                                 |
|        | Rolf-Dieter Heuer           | janeiro de 2009–dezembro de 2015  | Diretor geral                                         | Alemanha               | * 1948                                 |
|        | Fabiola Gianotti            | desde janeiro de 2016             | Diretaora geral                                       | Itália                 | * 1960                                 |